# Sorex planiceps
Sorex planiceps är en däggdjursart som beskrevs av Miller 1911. Sorex planiceps ingår i släktet Sorex och familjen näbbmöss. IUCN kategoriserar arten globalt som livskraftig. Inga underarter finns listade i Catalogue of Life.
Arten når en kroppslängd (huvud och bål) av 57 till 75 mm, en svanslängd av 37 till 48 mm och bakfötterna är 10 till 14 mm långa. Näbbmusen har brun päls på ovansidan och går på sidorna stegvis över till den gråaktiga undersidan. Dessutom är svansen uppdelad i en brun ovansida och en grå undersida. Skallen är mer avplattad än hos dvärgnäbbmus och Sorex thibetanus.
Denna näbbmus förekommer med flera från varandra skilda populationer i regionen Kashmir och i angränsande områden av Kina. Arten vistas i bergstrakter mellan 2280 och 3970 meter över havet. Den lever i öppna barrskogar med ett snötäcke på marken under åtta månader. Födan utgörs troligen av ryggradslösa djur.